# Seminário de Penafirme

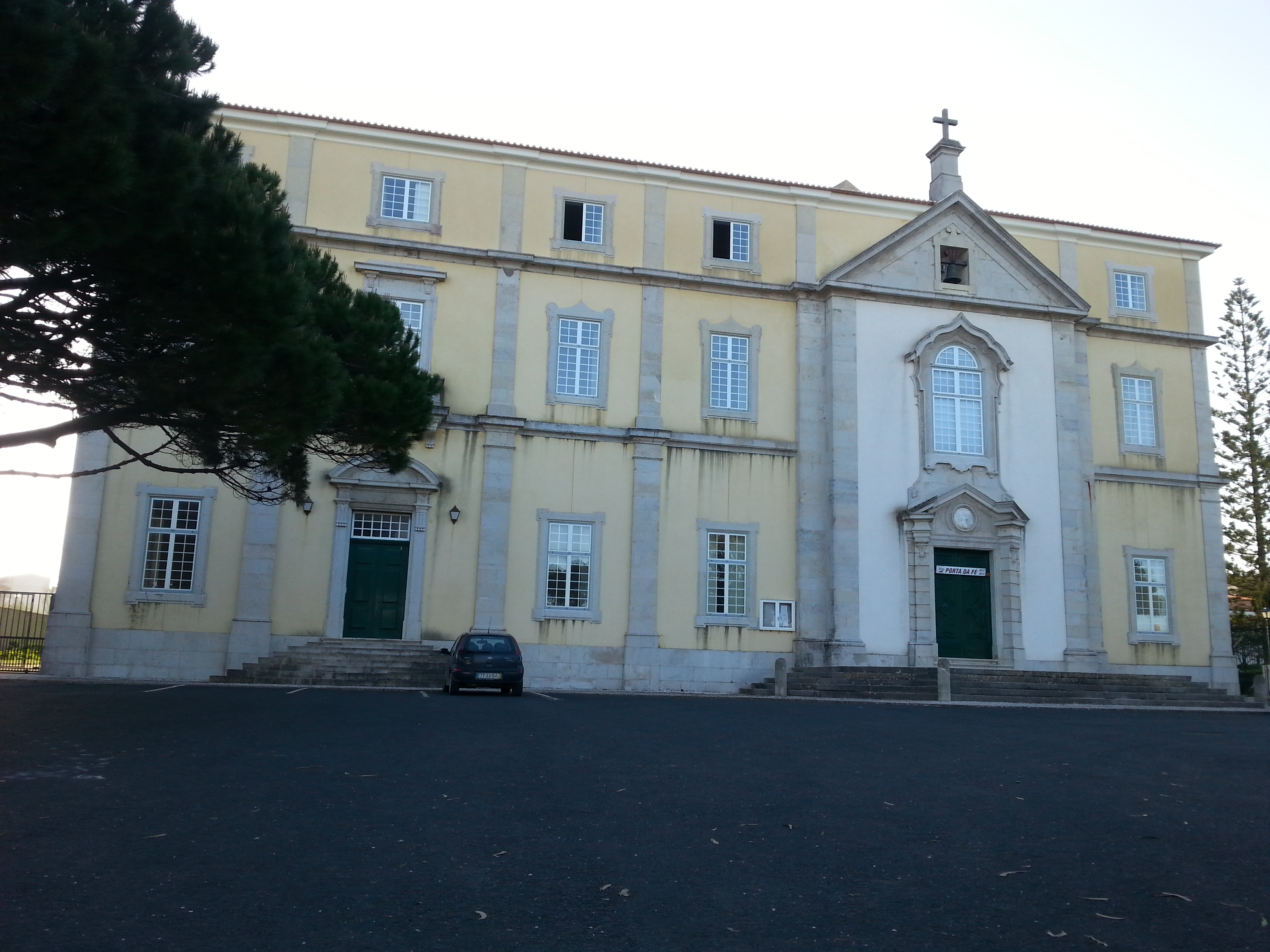
Seminário de Penafirme

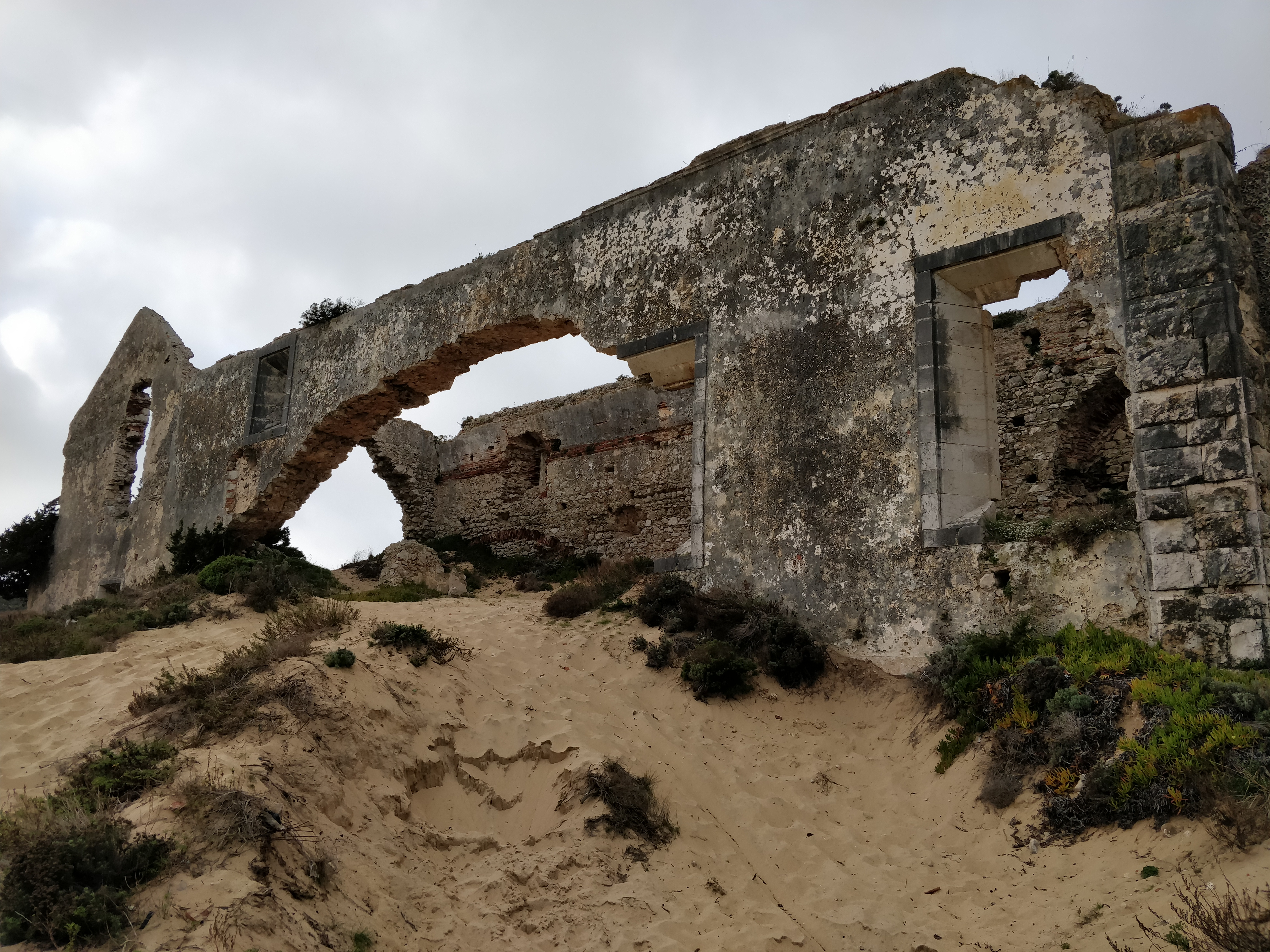
Ruínas do antigo Convento de Penafirme

O Seminário de Nossa Senhora da Graça, ou Seminário de Penafirme, é o seminário menor do Patriarcado de Lisboa que se localiza em Penafirme, na atual freguesia de A dos Cunhados e Maceira, no Município de Torres Vedras.
É frequentado por jovens que ainda não completaram o ensino secundário e que desejam se encontrar com Deus de forma a efectuar um período de discernimento vocacional.
Assim, ao completarem o ensino secundário, estes jovens irão frequentar o Seminário de Caparide, um dos seminários maiores da Diocese de Lisboa, a fim de começarem a frequentar o curso de teologia e a ter outro tipo de formação académica e espiritual.
Segundo a tradição, em 840, Santo Ancireno, um frade eremita de origem alemã da ordem de Santo Agostinho, funda o convento original perto da praia de Porto Novo/Santa Rita onde se instalaram outros eremitas que viviam em Torres Vedras que eram muitas vezes incomodados pela presença árabe que ocupava a região. O avanço do mar e a erosão natural do tempo tornou necessário transferir a sua localização para uma zona mais afastada da praia no século XIII que viria a ser reconstruído no século XVI um pouco mais acima dando origem ao que é actualmente designado por Convento Velho, cujas ruínas persistem actualmente uma parte da fachada original.
Em 1755, o terramoto, e o maremoto resultante, destruíram e tornaram inabitável o convento, obrigando os frades a transferirem-se para o novo convento em Penafirme, cuja construção ficou concluída em 1790.
Após a expulsão das ordens religiosas de Portugal em 1834, o convento passaria para a posse de particulares e só seria restituído com a doação dos antigos proprietários à diocese de A-dos_Cunhados em 1934.
Na década de 50, foi adicionado um novo piso tendo em vista a passagem do Convento a seminário que viria a ser inaugurado em 1960. O seminário seria encerrado após a revolução de 25 de Abril de 1974, e reaberto definitivamente na década de 90 após a reforma do ensino seminarista no prelado de D. José Policarpo, Cardeal Patriarca de Lisboa.
Para além da vocação sacerdotal e de ensino religioso, o convento viria a assumir a partir de 1975, data da fundação do seu externato liceal, o papel de ensino público não oficial, permanecendo sob a alçada da Igreja católica e sob dependência do Ministério da Educação.

## História do Seminário

### Antigo Convento
“Convento velho” é o nome pelo qual se designam as ruínas de um antigo convento que marcou profundamente a história de Penafirme. Segundo a tradição, santo Ancieno, um eremita alemão da Ordem de santo Agostinho, fundou um convento dedicado a Nossa Senhora da Graça, cerca do ano de 84o. Todavia, com o decorrer do tempo os efeitos provocados pela proximidade do mar e a movimentação das areias, obrigaram a construção de um novo convento, que veio a ser erguido um pouco mais afastado da praia. É este o actual convento velho, que se julga ter começado a sua construção no ano de 1547 e que terá sido concluído em 1639, sendo ainda melhorado ao longo da primeira metade do século XVIII. Foi destruído em 1755 com o terramoto e o maremoto que o deixaram inabitável, restando apenas as ruínas hoje existentes. Segundo estudos realizados, sabe-se que se tratava de um edifício modesto, encontrando-se ainda vestígios da organização arquitectónica, como o muro que circundava o mosteiro, a igreja e outras dependências. Este mosteiro era um importante local de peregrinação, particularmente na época da celebração anual da padroeira, a 15 de Agosto, dia de Nossa Senhora da Assunção. Em 1755, o convento foi abandonado pela comunidade dos frades agostinhos.

### Novo Convento
Em 1535, iniciou-se uma reforma dos eremitas da qual resultou a construção de um outro convento, sendo mais tarde impulsionada pela degradação do convento velho após o sismo de 1755. A construção deste convento teve início no século XVI, no entanto, houve a necessidade de se realizar uma reconstrução, pois o abalo de 1755 devastou a obra começada, sendo concluído em 1790. Mas ainda antes da sua conclusão a comunidade dos frades veio viver para o novo mosteiro que também foi dedicado a Nossa Senhora da Graça. Trata-se de edifício simples, de pobreza distinta, encontrando-se apenas algumas influências da arte barroca e do estilo Rococó do século XVIII na fachada da igreja e na porta do convento. A igreja é orientada, ou seja, dirigida para nascente, símbolo da esperança dos cristãos pelo advento do Sol Nascente que é Jesus. Em 1834, a extinção das ordens religiosas obrigou os frades a deixarem o convento e saírem do país. O convento ficou abandonado e foi vendido a particulares da região, deixando de ser propriedade da Igreja.

### Fundação como Seminário
Depois de um período de transição, a 10 de Outubro de 1934, os proprietários do antigo convento doaram-no à paróquia de A-Dos-Cunhados. Assim, o mosteiro passou novamente a pertencer à Igreja, que entre 1954 e 1958, iniciou a restauração do edifício e a construção de um novo piso, respeitando as linhas arquitectónicas do edifício. Estas obras tiveram em vista a instalação do seminário menor. O seminário foi fundado pelo Patriarca, D. Manuel Gonçalves Cerejeira e inaugurado a 1 de Dezembro de 1960. Durante esta época, o seminário era ocupado pela equipa formadora de então da qual faziam parte religiosas que para além da sua vida de oração trabalhavam e serviam o seminário. Foi encerrado em 1975, pelas perseguições à Igreja surgidas pela Revolução do 25 de Abril de 1974.

### Reabertura
Com a passagem de seminário menor a seminário maior do Seminário Patriarcal de São José de Caparide, o Senhor Patriarca, D. José da Cruz Policarpo, forma como seminário menor o Seminário de Nossa Senhora da Graça. Desta forma, a 8 de Dezembro de 1999 o seminário de Penafirme ganhou nova vida, entrando em funcionamento com uma nova comunidade. A presença de vocações religiosas em Penafirme (e em todo mundo) “é uma prova do amor louco de Deus que por amar de uma forma tão sem medida o seu povo faz de algumas das suas ovelhas pastores, para que o apascentem pelas suas veredas”. Esta é a maravilha que representa o seminário. É uma comunidade reunida em nome de Deus que tem Jesus Cristo por cabeça e procura saber se a sua vocação é participar no sacerdócio de Cristo Bom Pastor

## Ligações Externas
- Seminario de Nossa Senhora da Graça de Penafirme
- Projecto de Lei nº 117/VII Criação da Freguesia da Póvoa de Penafirme, no concelho de Torres Vedras
- Externato de Penafirme
- História do Convento de Penafirme na base de dados Ulysses da Direção-Geral do Património Cultural
- Os Eremitas de S. Agostinho I